# André Giroux
André Giroux (Québec, 10 dicembre 1916 – 28 luglio 1977) è stato uno scrittore canadese.
Giroux ha scritto Malgré tout, la joie, una serie di racconti per il quale ha ricevuto il Governor General's Award for French language fiction nel 1959, del Consiglio del Canada. È stato anche un vincitore del Prix Montyon.
Membro della Royal Society of Canada, morì a causa da un incidente automobilistico il 24 luglio 1977.

## Pubblicazioni
- Au-delà des visages / Beyond the Faces (1948)
- Le gouffre a toujours soif / The Bottomless Pit (1953)
- 14, rue de Galais / 14 Galais street (1954–57)
- Malgré tout, la joie / Despite Everything, the Joy! (1958)

### Biografie
- Analytical Bibliography of Andre Giroux, Yvette Giroux, 1949
- Andre Giroux - the writer, the man, the poet, Mado of Isle, the Editions Arion, 1994

## Premi
- 1949 - Prix Montyon dell'Accademia Francese
- 1950 - Premio della Provincia di Québec
- 1952 - Guggenheim Fellowship
- 1959 - Governor General's Award for French language fiction